# Norther (band)

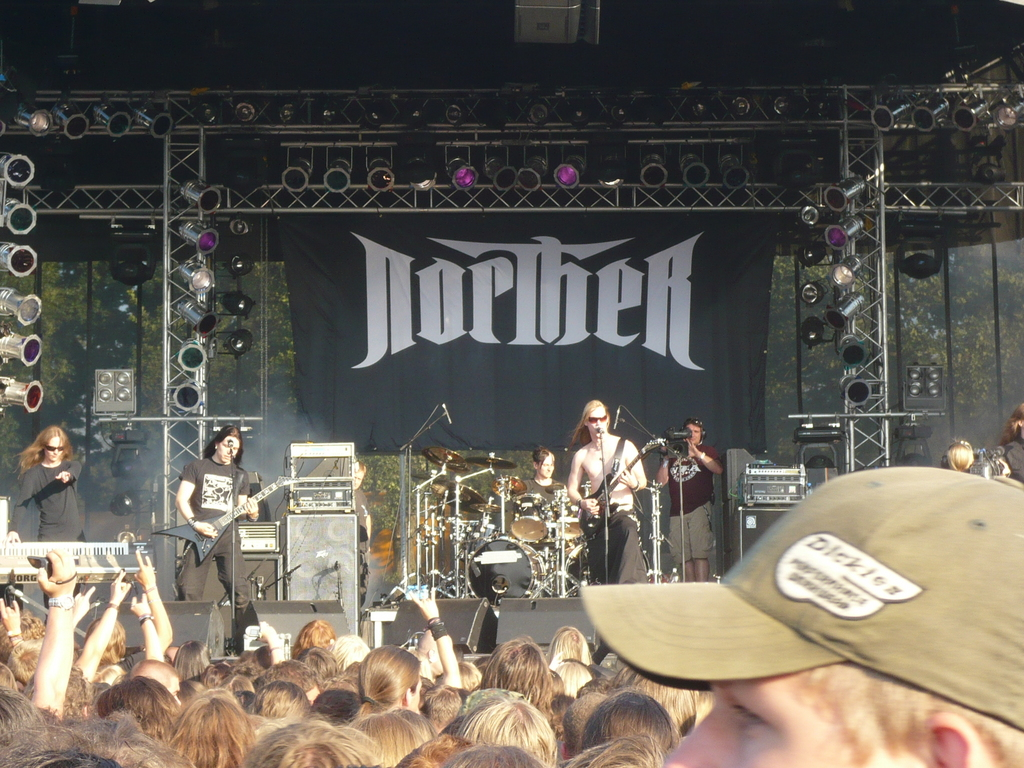
Norther op Wacken Open Air in 2007

Norther was een metalband uit Finland. De band ging in 2012 uit elkaar.

## Stijl
De muziek van Norther bestaat uit ruwe zang (en later ook normale zang), snelle gitaarsolo's en keyboards. De teksten zijn meestal in het Engels. Hoewel de bandleden het er niet mee eens zijn, wordt Norther vaak vergeleken met de eveneens Finse metalband Children of Bodom. De band zelf omschrijft zijn muziek als een mengeling van 'Old-school metal' met Death-/black metal. Albums van Norther worden verkocht als melodic death metal.
Wat betreft het schrijven van teksten zijn de nummers van Norther ietwat agressief, met veel verwijzingen naar moord, dood en de kwade kant van mensen. Norther gebruikt hierbij vaak de nodige "zwarte humor". Er zijn ook nummers die hiervan afwijken, zoals de party-anthem We Rock van het album N. In een interview heeft ex-lid Petri Lindroos laten weten dat Norther het schrijven van teksten niet altijd even serieus neemt, hoe ook bijvoorbeeld het nummer Evil Ladies is ontstaan op het album Till Death Unites Us.

## Gestopt
In de zomer van 2012 kondigde de band aan dat ze gingen stoppen. Dit was omdat de toenmalige bandleden het te druk hadden met andere dingen, en de prioriteiten steeds minder bij de band kwamen te liggen. Op 10 augustus 2012 speelde Norther zijn laatste show ooit op het Brutal Assault festival in Tsjechië. De line-up was dezelfde als die van hun laatste album Circle Regenerated, met als uitzondering dat gitarist Kristian Ranta niet op het festival aanwezig kon zijn in verband met het bedrijf Mendor, waarvan hij CEO was. Kristian werd vervangen door Machinae Supremacy gitarist Tomi Luoma. Het allerlaatste optreden is gefilmd door de crew van het festival en is gratis online uitgegeven door drummer Heikki Saari op zijn YouTube pagina. Opvallend is dat tegen deze tijd de twee personen die in eerste instantie Norther gevormd hadden niet meer in de band zaten.

## Bandleden
Norther bestond uit:
- Aleksi Sihvonen - Ruwe vocalen en gitaar (2009-2012)
- Kristian Ranta - 'Schone' vocalen en gitaar (-2012)
- Daniel Freyberg - gitaar (2009-2012)
- Jukka Koskinen - Basgitaar (-2012)
- Tuomas Planman - Keyboards (-2012)
- Heikki Saari - Drums (2006-2012)

## Oud-bandleden
- Petri Lindroos - Vocalen en gitaar (-2009)
- Toni Hallio - Drums (-2006)

## Discografie

### Albums
- 2002: Released (ep)
- 2002: Dreams of endless war
- 2003: Unleash Hell (ep)
- 2003: Mirror of Madness
- 2004: Spreading death
- 2004: Death Unlimited
- 2005: Solution7
- 2006: Scream (ep)
- 2006: Till death unites us
- 2007: No way back (ep)
- 2008: N (2008)
- 2011: Circle Regenerated

### Dvd
- Spreading death (2004)